# Le Grand Amour (film autrichien, 1931)
Pour les articles homonymes, voir Le Grand Amour (homonymie) et Die grosse Liebe.
Ne doit pas être confondu avec Le Grand Amour (film américain, 1931).
Pour plus de détails, voir Fiche technique et Distribution.
Le Grand Amour (Die große Liebe) est un film dramatique autrichien réalisé par Otto Preminger, sorti en 1931.
Ce film est le premier long métrage réalisé par Otto Preminger. Le scénario, écrit par Artur Berger et Siegfried Bernfeld, est inspiré d'une histoire réelle.

## Synopsis
Dix ans après la fin de la Première Guerre mondiale, Franz, un soldat autrichien, quitte la Russie en train pour revenir dans son village. À Vienne, il sauve une jeune femme de la noyade, scène qui est photographiée et publiée dans la presse. Frieda, voyant les photos, croit qu'il est son fils perdu depuis longtemps.

## Fiche technique
- Titre : Le Grand Amour
- Titre original : Die große Liebe
- Réalisation : Otto Preminger
- Scénario : Fritz Gottwald, Rudolph Lothar, Ernst Redlich et Johannes Riemann
- Producteur : Philipp Hamber
- Société de production : Allianz-Film
- Société de distribution : Süd-Film
- Musique : Walter Landauer
- Cinématographie : Hans Theyer
- Pays d'origine : Autriche
- Langue : allemand
- Format : 35 mm
- Genre : dramatique
- Durée : 76 min (1h 16 min)
- Dates de sortie : 31 décembre 1931

## Distribution
- Hansi Niese : Frieda, la mère
- Attila Hörbiger : Franz
- Betty Bird : Anny Huber, la fille
- Hugo Thimig : le commissaire de police
- Ferdinand Maierhofer : Huber
- Maria Waldner : Amalia, sa femme
- Hans Olden : Dr. Theobald Steinlechner
- Adrienne Gessner : Rosa
- Franz Engel : Fritz Eckstein, reporter
- Georg Dénes : Fery
- Carl Goetz : un coquin
- Martin Berliner
- Julius Brandt
- Vilma Degischer
- Karl Ehmann
- Frau Einäugler
- Richard Eybner
- Edmund Fritz
- Emmy Förster
- Else Föry-Ostheber
- Melanie Horeschowsky
- Karl Kneidinger
- Frau Mahler
- Fräulein Prach
- Frau Seidner
- Irene Seidner
- Die Singing Babies von Edmund Fritz : eux-mêmes
- Fritz Strassny
- Gisa Wurm